# 오페스
오페스(Opeth)는 1989년 스웨덴의 스톡홀름에서 결성된 메탈 밴드이다. 밴드는 몇 차례의 구성원 변화를 겪었지만 리드 보컬/기타리스트/송라이터인 미카엘 오케르펠트는 꾸준히 오페스의 원동력 역할을 하고 있다. 오페스는 작곡에 초기에 데스 메탈으로부터 강한 영향을 받은 것과 같이, 계속해서 프로그레시브, 포크, 블루스, 클래식, 재즈의 요소들을 차용한다. 대부분의 곡이 그로울링과 클린 보컬 뿐만아니라 어쿠스틱 기타 연주을 포함한다. 또한 그들의 곡은 대부분 곡조의 변화가 역동적이다. 오페스는 멜로트론을 활용하여 곡을 쓰는 것으로도 유명하다. 오페스는 그들의 초기 4개 음반 시절에는 라이브 공연을 잘 하지 않았으나 2001년 음반 Blackwater Park의 발매와 함께 첫 번째 월드 투어를 단행한 이래로 그들은 몇 차례 메이저급 월드 투어를 다닌 적이 있다.
오페스는 현재까지 12개의 스튜디오 음반, 3개의 라이브 DVD, 3개의 라이브 음반 (이 중 2개는 DVD와 동봉되어 있다.), 2개의 박스셋을 발매했다. 밴드는 1995년의 데뷔 음반 Orchid를 발매했다. 비록 그들의 8번째 스튜디오 음반 Ghost Reveries가 미국에서 꽤나 인기를 끌었지만, 오페스는 2008년에 9번째 스튜디오 음반 Watershed를 내기 전까지 상업적인 성공을 거두지 못했는데 Watershed는 빌보드 200에서 23위에 등극했고 발매 첫 주에 핀란드 차트에서 최상위권에 안착한다. 오페스는 전세계적으로 음반과 DVD의 판매량이 약 150만장 이상 정도 되는데 이 판매량은 미국에서 판매된 그들의 음반 Blackwater Park, Damnation, Deliverance의 한정판 닐슨 사운드스캔본 30만장을 포함하는 수량이다.

## 역사

### 결성 (1983-1993)

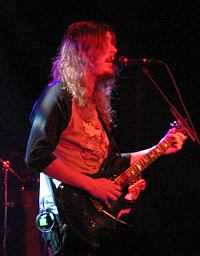
오케르펠트(사진 속 인물)과 이스베리는 나머지 밴드 구성원들이 뿔뿔이 흩어진 뒤에도 계속해서 밴드를 이끌어 나가자고 결정하였다.

오페스는 1989년 스톡홀름에서 리드 보컬리스트 다비드 이스베리가 데스 메탈 밴드로 창단하였다. 이스베리는 전 이럽션 구성원이자 당시 16살이었던 미카엘 오케르펠트에게 오페스에 베이시스트로 가입할 것을 권유했다. 가입 후, 오케르펠트가 첫 연습을 하러 갔을 때 알고 보니 이스베리가 밴드의 베이시스트를 포함한 다른 밴드 구성원들에게 오케르펠트가 가입한다는 소식을 전하지 않은 상태였음이 드러났다. 강한 반발과 함께 이스베리와 오케르펠트를 제외한 나머지 밴드 구성원들은 새 프로젝트를 하기 위해 밴드를 떠나게 된다. 밴드의 이름 '오페스(Opeth)'는 윌버 스미스의 소설 "The Sunbird"에서 가져온 단어 "Opet"에서 만들어진 것이다. 소설 내 'Opet'란 이름은 남아프리카에 있는 가상의 페니키아 도시의 이름이며 "달의 도시"라고 번역된다.
이스베리와 오케르펠트는 드러머 안데르스 노르딘, 베이시스트 닉 되링, 기타리스트 안드레아스 디메오를 영입했다. 오페스의 느린 진전 속도에 불만을 가진 되링과 디메오는 밴드의 첫 공연 이후 탈퇴하였고 이후 기타리스트 킴 페터슨과 베이시스트 요한 드 파팔라가 가입했다. 다음 공연 이후, 드 파팔라는 독일에 있는 그의 여자친구와 시간을 더 보내기 위해 오페스를 탈퇴하였다. 베이시스트 자리는 마티아스 앤더가 차지했는데 이후에는 오케르펠트의 친구 페테르 린드그렌이 베이시스트가 차기 베이시스트가 된다. 다음 공연 이후에 리듬 기타리스트 킴 페터슨이 밴드를 탈퇴하였고 린드그렌이 기타 자리를 맡고 새 베이시스트 스테판 구트클린트가 밴드에 가입하였다. 다음 해에 다비드 이스베리가 밴드 구성원과의 의견 차이로 밴드를 탈퇴하였다.
이스베리의 탈퇴로 오케르펠트가 보컬을 도맡아 해야 했고 그와 린드그렌, 노르딘은 다음 해를 새 곡을 작곡하고 곡의 리허설을 하면서 보냈다. 밴드는 블래스트 비트와 데스 메탈의 전형적 특징인  공격성에 덜 의존하기로 했고 어쿠스틱 기타와 일렉 기타의 화음을 그들의 음악에 넣기로 했는데 훗날 이것은 오페스의 음악의 중심부적인 요소가 된다. 베이시스트 구트클린트는 밴드가 1994년 캔들라이트 레코드와 첫 계약을 한 뒤 해고되었다. 오페스는 그들의 데모 음반 녹음을 위해 세션 구성원으로 전 구성원인 드 파팔라를 고용했고 1995년에 그들의 데뷔 음반 Orchid가 발매된 뒤에는 다시 정식 구성원으로 승격되었다.

### Orchid,Morningrise,My Arms, Your Hearse(1994-1998)
1994년 4월, 오페스는 프로듀서 단 스바뇌와 함께 데뷔 음반 Orchid를 녹음했다. 새로이 결성된 캔들라이트 레코드와의 이익 분배 문제로 음반은 1995년 5월 15일 전까지는 발매되지 못했고 그마저도 유럽에서밖에 발매되지 못했다. 음반 Orchid는 어쿠스틱 기타, 피아노, 클린 보컬을 차용하면서 기존 데스 메탈의 통념에 도전했다.
영국에서 몇 차례의 공연을 진행한 이후, 오페스는 1996년 3월에 프로듀서 단 스바뇌와 함께 두 번째 음반을 녹음하기 시작한다. 음반의 제목은 Morningrise였고 1996년 6월 24일에 유럽에 발매되었다. 5개의 수록곡 뿐이지만 총 재생 시간은 66분이었으며, 오페스의 곡 중 가장 긴 러닝 타임인 약 20분 정도의 곡 "Black Rose Immortal"을 수록하였다. 오페스는 Morningrise의 발매와 함께 영국 지역으로 투어를 다녔고 이후 크래들 오브 필스와 26일 간 스칸디나비아로 투어를 떠난다. 투어 중간에 오페스는 센추리 미디어 레코드와 계약하여 1997년에 미국에 그들의 두 음반을 발매한다.
1997년, 투어가 끝난 뒤 오케르펠트와 린드그렌은 노르딘의 동의 의사를 묻지 않고 드 파팔라를 몇 가지 개인적인 사유로 해고한다. 브라질에 있었던 노르딘에게 오케르펠트가 이 소식을 전하자 노르딘은 밴드를 탈퇴하고 몇 가지 개인 사유로 브라질에 남는다. 밴드 이터널의 전 구성원인 드러머 마르틴 로페즈 (전 아몬 아마스 구성원)와 베이시스트 마르틴 멘데스는 오페스의 팬이었다. 어느 날 그들은 오케르펠트가 음반 매장에 붙여놓은 광고지를 보게 된다. 로페즈와 멘데스 형제는 다른 음악가들이 광고를 보지 못하도록 광고지를 없애버린다. 오케르펠트와 린드그렌은 처음엔 마르틴 형제가 이미 서로 친한 사이여서 밴드 내에서 두 집단으로 나뉘어질까봐 그들을 원치 않았으나 결국에는 둘을 받아들인다. 로페즈는 오페스와 함께 아이언 메이든의 곡 "Remember Tomorrow"의 커버곡을 연주하며 데뷔를 시작하는 데, 훗날 이곡은 음반 A Call to Irons: A Tribute to Iron Maiden에 실리게 된다.
센추리 미디어 레코드로부터의 더 많은 예산과 함께 오페스는 유명 스웨덴 프로듀서 프레드리크 노르드스트룀과 함께 1997년 8월에 프레드먼 스튜디오에서 세 번째 음반 녹음을 시작한다. 비록 멘데스가 밴드에 있었으나 여러 시간적 충돌로 인해 오케르펠트가 베이스 녹음을 해야 했다. 음반 My Arms, Your Hearse는 1998년 8월 18일에 발매되어 비평가들의 극찬을 받았다.

### Still Life,Blackwater Park(1999–2001)
1999년, 캔들라이트 레코드의 소유권은 회사의 사장과 밴드와 친분이 있던 리 바렛이 회사를 나가면서 다른 이에게 넘어가게 되었다. 오페스는 유럽에서 영국의 피스빌 레코드와 계약을 맺고 뮤직 포 내이션즈가 그들의 배급사가 되었다. 오페스는 다음 음반 작업을 위해 프레드먼 스튜디오에 예약을 구했으나 스튜디오의 이전 기간 동안 녹음 작업은 연기되었다. 여러 시간적 충돌 문제로 밴드는 스튜디오에 들어가기 전 오직 2번의 리허설 밖에 할 수 없었다. 음반의 아트워크 제작 또한 미뤄져서 음반의 발매일이 한 달 늦춰지게 되었고 결국 음반 Still Life는 1999년 10월 18일에 발매된다. 배급 과정이 원활히 이루어지지 않아 음반은 2001년 2월 전까지 미국에는 발매되지 않는다. Still Life는 멘데스와 함께 녹음한 첫 음반이었고 음반 앞 커버에 밴드의 로고를 포함한 삽화를 넣게 된 오페스의 첫 음반이기도 했다. 올뮤직은 이 음반에 대해, "아름다운 멜로디와 함께 가공할 정도로 잘 이어져 있으면서 변칙적이고 거친 기타 리프"라고 평했다. 오케르펠트는 음반 Still Life가 콘셉트 음반이라고 설명했다. "음반의 주인공은 고향으로부터 쫓겨난 상태인데 왜냐하면 그는 그의 고향 사람들과 같은 신앙심을 갖지 않았기 때문이다. 이 음반은 그 이후로 몇 년뒤에 그가 그의 오랜 애인과 만나기 위해 다시 고향으로 돌아가는 것부터 시작한다. 고향의 빅 보스들이 그가 돌아온 것을 알게 되고... 비극적인 일들이 일어나기 시작한다."
유럽에서의 몇 차례 공연 이후, 오페스는 포큐파인 트리의 스티븐 윌슨을 프로듀서로 고용한 뒤 다음 음반 녹음을 위해 프레드먼 스튜디오로 돌아온다. 밴드는 음반 Still Life를 녹음할 때의 상황을 다시 한 번 더 만들어내려는 시도로 어떤 가사도 쓰지 않은 채 최소한의 리허설만을 한 뒤에 스튜디오로 들어갔다. 오케르펠트는, "이 때는 참 힘들었다. 그래도 결과가 좋아서 마음 한 쪽에 쌓아놨던 것들이 싹 날아가는 기분이다. 노력할 만한 가치가 있었다."라고 했다. 윌슨은 또한 새로운 음향과 프로듀싱 기술들을 추가하여 밴드의 음악을 좀 더 발전시키고자 했다. 오케르펠트는, "스티브는 우리에게 생전 처음 듣는 "괴상한" 기타 소리와 노래의 영역에 발을 딛게 해주었다."라고 말했다.
2001년 2월 21일, 오페스는 5번째 스튜디오 음반 Blackwater Park를 발매했다. 올뮤직은 이 음반에 대해, "데스 메탈과 블랙 메탈의 한계에 도전하는 오페스의 특징과 맞물리면서도 기존의 작곡법을 계속해서 무너뜨리려는 시도를 하고 있다." 음반 발매 이후, 오페스는 첫 월드 투어를 떠나게 되고 유럽 공연에서 첫 헤드라이너를 장식한다. 또한 독일에서 열린 2001년 Wacken Open Air에서 6만 명의 관중 앞에서 공연하였다.

### Deliverance,Damnation(2002-2004)
오페스는 Blackwater Park 음반의 투어를 마친 뒤 스웨덴으로 돌아와 다음 음반 작업을 하기 시작했다. 처음에 오케르펠트는 새 곡을 쓰는데 몇 가지 문제를 겪었다. "난 우리가 여태껏 해왔던 것보다 훨씬 더 헤비하게 쓰고 싶지만 곡의 감미로운 부분들 또한 너무나 멋지기에 버리고 싶지 않았다." 오케르펠트의 오랜 친구인 카타토니아의 요나스 렝크세는 그에게 하나는 헤비하게, 다른 하나는 부드럽게 음반을 두 개로 나눠서 작곡하는 것을 제안했다.
제안이 마음에 들었던 오케르펠트는 밴드 구성원들과 레코드사와의 상의도 없이 이를 받아들이게 된다. 밴드 구성원들은 음반을 두 개로 나눠쓰는 것에 대해 긍정적이었으나 오케르펠트는 레코드사를 설득시켜야만 했다. "난 음반 작업이 매우 빨리 끝날 것이며 음반 하나에 들어가는 비용 이상이 들어가지 않을 것이란 거짓말을 해야했다." 곡들이 거의 다 작곡이 되었을 때 밴드는 오직 한 번의 리허설을 마친 채 2002년에 낙스빙 스튜디오에 들어갔고 다시 한 번 프로듀서 스티븐 윌슨과 함께 녹음 작업을 시작했다. 두 음반을 동시에 끝내야 한다는 중압감 때문에 오케르펠트는 이 녹음 과정을 "밴드 역사상 가장 힘든 시련" 이라고 했다. 기본적인 트랙을 녹음한 뒤에 밴드는 먼저 영국으로 가서 프로듀서 앤디 스닙과 함께 백스테이지 스튜디오에서 헤비한 음반인 Deliverance를 녹음하였다. 오케르펠트는, "Deliverance의 녹음 작업을 무사히 끝마치긴 했지만 별로 녹음이 잘된 편은 아니다."라고 했으며 대부분의 녹음자료들을 되찾아준 스닙을 '구세주'라고 표했다.
Deliverance는 2002년 11월 4일에 발매되었으며 미국 독립 음반 차트에서 19위에 등재되면서 밴드는 미국 차트에 첫 이름을 올리게 되었다. 올뮤직은, "Deliverance는 청취자들을 순전히 양과 복잡성으로 압도하기보다는, 잊을 수 없는 뉘앙스와 능수능란한 역동성으로 접근하며 이전 음반들과는 약간의 미묘한 차이를 만들어낸다."라고 평했다.
오페스는 스톡홀름에서 단 한 번의 공연을 끝마치고 영국으로 돌아와 또 다른 음반인 Damnation을 스티븐 윌슨의 노 맨스 랜드 스튜디오에서 녹음하기 시작했다. 비록 오케르펠트는 밴드가 이 두 음반 작업 모두를 끝마치지 못할거라 에상했으나, 밴드는 스튜디오에서 오직 7주만에 Deliverance와 Damnation을 녹음하는데 성공했고 이 기간은 Blackwater Park를 녹음할 때 걸린 기간과 같다. Damnation은 2003년 4월 14일에 발매되었고 미국 빌보드 200 차트에 192위에 등재되어 오페스의 이름이 처음으로 올라가게 된다. 이 음반은 또한 2003년 스웨덴 그래미 어워드에서 "베스트 하드 록 퍼포먼스" 부문에서 수상하게 된다. 2016년 1월 1일, 오페스는 Deliverance와 Damnation를 새로이 믹싱하여 CD와 DVD 모두를 한 패키지에 담아 재발매하였다.
밴드는 2003년부터 2004년까지 이제까지 한 것 중 가장 규모가 큰 투어를 다니면서 약 200개의 공연을 진행하였다. 오페스는 유럽의 세 특별 공연에서 하나는 어쿠스틱 구성의, 다른 하나는 헤비한 구성의 각각 두 곡을 연주했다. 밴드는 영국 런던의 셰펴드 부시 엠파이어에서 그들의 첫 번째 DVD인 Lamnentations (Live at Shepherd's Bush Empire 2003)를 녹화한다. 이 DVD는 음반 Damnation의 곡 전부, 음반 Deliverance와 Blackwater Park의 몇 곡을 연주한 2시간 분량의 공연 영상과 Deliverance와 Damnation의 녹음 과정을 담은 1시간 분량의 다큐멘터리를 담고 있었다. Lamnentations는 캐나다에서 "골드" 등급을 수여받았다. 요르단에서 공연하기로 예정되어 있던 오페스는 중동에서 테러리스트 공격에 대비하여 조정팀과 함께 가지 않기로 되어 있었다. 오페스의 투어 매니저는 약 6천장 분량의 표를 준비했는데 드러머 로페즈의 공황발작으로 인해 오페스는 투어를 취소해야만 했다. 2004년 초, 로페즈는 투어 중간에 계속된 공황발작으로 인해 캐나다에서 그의 집으로 돌아가게 되었다. 오페스는 남은 투어 일정을 취소하지 않고 로페즈의 드럼 테크니션에게 두 공연을 채우도록 하며 계속 진행하였다. 로페즈는 그가 가능한 빨리 투어로 돌아가겠다고 했으나 두 공연을 마친 오페스는 스트래핑 영 래드(Strapping Young Lad)의 드러머 진 호글란에게 드러머 자리를 권유했다. 로페즈는 시애틀에서 열리는 이 투어의 마지막 공연에 참여하기 위해 오페스에 돌아왔다. 퍼 윌버그 또한 오페스에 가입하여 투어에서 약 1년 이상 키보드를 담당하였다.

### Ghost Reveries(2005-2007)

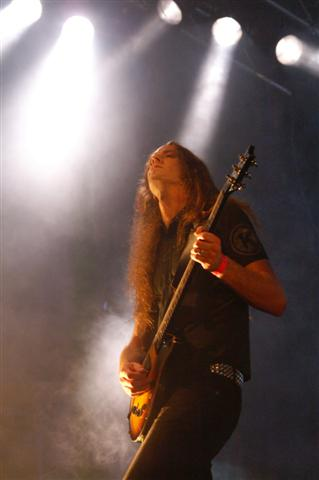
16년간 오페스에 재직한 페테르 린드그렌은 2007년 오페스를 떠난다.

2004년, 오페스는 8번째 음반 작업을 시작했고 연말에 작업을 끝마치게 된다. 오페스의 유럽 쪽 레코드사인 뮤직 포 내이션즈가 2005년에 문을 닫게 되자, 여러 회사들과 벌인 협상들 끝에 그들은 로드러너 레코드와 계약하게 된다. 오케르펠트가 말하길, 그들이 로드러너 레코드와 계약한 가장 주된 이유는 로드러너 측이 그들의 음반 판매를 더 큰 체인의 업자들에게 맡겨서 전세계적으로 발매하겠다는 조건을 제시했기 때문이다. 밴드가 로드러너라는, 대부분 유행 중심적인 록/메탈 밴드들과 일했던 레코드사와 계약한다는 소식이 퍼지자, 팬들은 밴드가 상업적으로 변절했다고 비난했다. 오케르펠트는, "솔직히 말해서, 15년 동안 8개의 음반을 낸 밴드에게 그렇게 큰 모욕은 없을 것이라 생각한다. 난 아직까지도 이 몇 년동안 우리가 팬들의 신뢰를 충분히 받지 못했다는 사실에 대해 믿기지가 않는다. 아니, 우리 곡은 10분 이상이 넘어가는 대곡들인데도 상업적으로 나아갔다고 할 수 있다는 것인가?" 라고 의견을 밝혔다. 오페스는 스튜디오에 진입하기 전 3번의 리허설을 거쳤고 이 리허설 동안 그들은 1998년 발매작 My Arms, Your Hearse의 리허설을 처음으로 하게 된다. 리허설 기간에 키보디스트 위버그가 오페스에 정식 구성원으로 가입하였다. 오페스는 2005년 3월 18일부터 6월 1일까지 스웨덴 외레브로에 있는 패시네이션 가 스튜디오에서 녹음 작업을 시작하여 2005년 8월 30일에 음반 Ghost Reveries를 발매한다. 이 음반은 평론가들의 극찬과 함께 상업적 성공까지 거두게 된다. 음반은 미국 차트 64위, 스웨덴 차트 9위에 등극하여 이전까지의 오페스의 음반 성적보다 더 높은 순위를 기록했다. Blabbermouth.net의 키스 버그먼은 사이트에서 오직 21개의 음반만 받은 점수인 10/10을 이 음반에 주었다. 데시벨 잡지의 로드 스미스는 Ghost Reveries를 "고통스러울 정도의 역설적인 아름다움과 때때로 표출되는 맹렬한 잔혹성의 적절한 조화"라고 평했다. 2006년 5월 12일, 마르틴 로페즈는 건강 문제로 인해 오페스를 탈퇴한다는 소식을 알렸고 그의 자리는 이후 마르틴 악센로트가 메우게 된다. 오페스는 메가데스와 함께 2006년에 기간투어의 메인 스테이지에서 공연을 하였다. Ghost Reveries는 딥 퍼플의 "Soldier of Fortune"의 커버곡과 5.1 서라운드 사운드의 DVD, 음반 제작 과정을 담은 다큐멘터리를 담은 채로 2006년 10월 31일에 재발매되었다. 2006년 11월 9일, 런던의 캠든 라운드하우스에서 진행된 오페스의 공연이 녹음되어 더블 라이브 음반 The Roundhouse Tapes가 발매되었고 핀란드 DVD 차트에서 최상위권을 기록했다.
2007년 5월 17일, 16년간 활동했던 페테르 린드그렌이 오페스를 탈퇴한다고 발표했다. "이 결정은 내가 한 결정 중 가장 힘들었으나 나의 삶에서 꼭 필요한 순간이라고 느꼈다. 난 우리가 즐기며 사랑한 음악이 세계적인 산업으로 이어지는 과정을 보면서 밴드에 대한 나의 열정과 영감이 없어졌다고 느낀다." 아치 에너미의 전 기타리스트 프레드리크 오케손이 린드그렌을 교체하였다. 오케르펠트는, "피터를 대신할 만한 기타리스트로 프레드릭의 이름만이 바로 생각났다. 내 생각에 그는 스웨덴에서 세 손가락에 꼽는 기타리스트 중 하나인 것 같다. 4년 동안 함께 지내온 사이로서 우리는 밴드에서 잘 지내고 있으며 그는 오페스의 구성원로서 우리가 이끄는 서커스와 같은 삶을 견딜만한 경험을 이미 지니고 있다."라고 설명했다.

### Watershed, 로열 앨버트 홀에서의 라이브 콘서트 음반 (2008-2010)

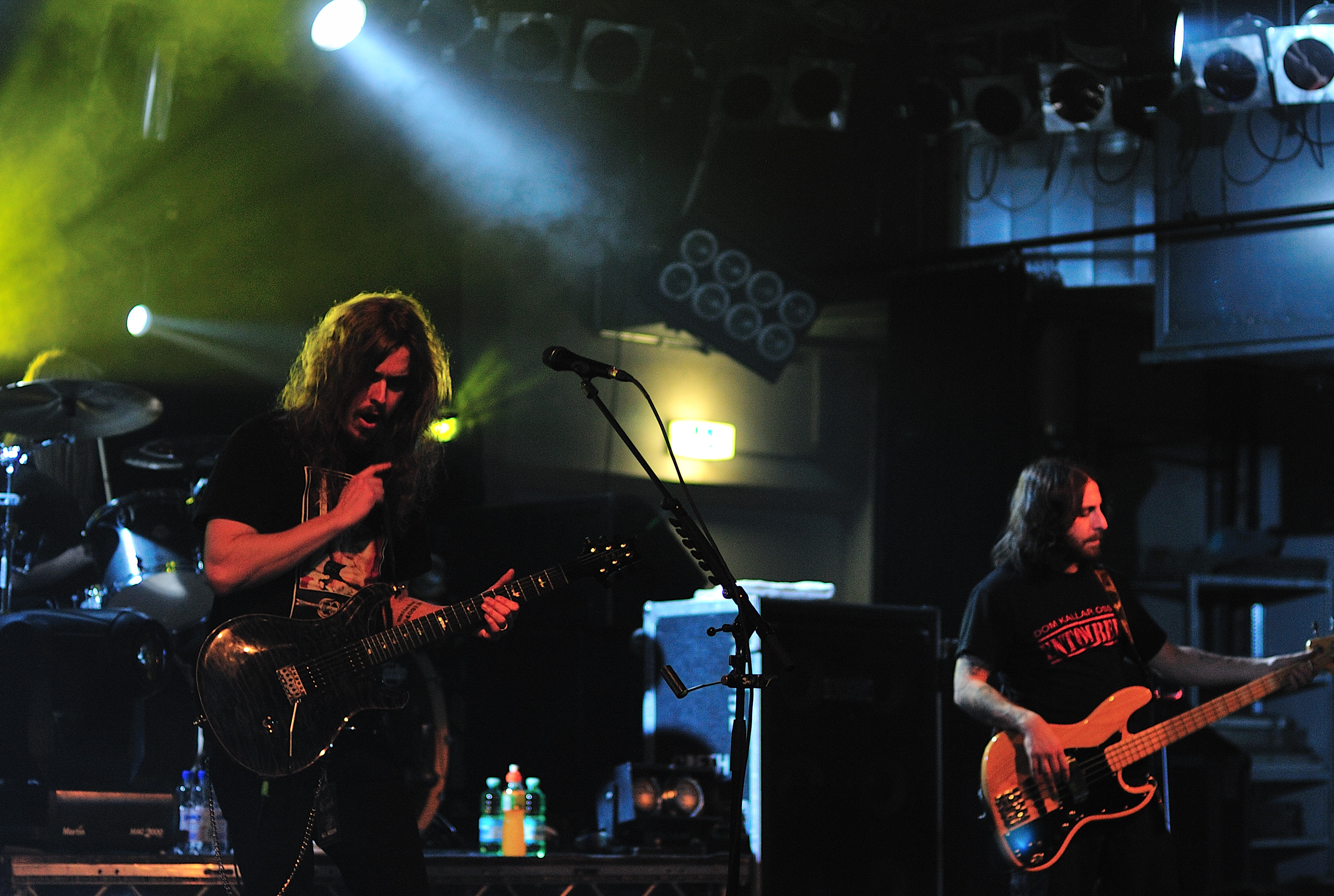
2008년 공연에서의 미카엘 오케르펠트와 마르틴 멘데스의 모습

2007년 11월, 오페스는 패시네이션 가 스튜디오에서 9번째 음반을 녹음하기 시작했고 이번엔 오케르펠트가 직접 프로듀서를 맡았다. 2008년 1월, 오페스는 세 커버곡을 포함하여 총 13곡을 녹음한다. 완성작인 Watershed는 7개의 곡을 수록하였고 각각의 다른 판마다 보너스 트랙으로 수록된 커버곡들이 서로 달랐다. Watershed는 2008년 6월 3일에 발매되었다. 오케르펠트는 이 음반의 곡들의 특징에 대하여 "좀 더 활기있는" 이라고 묘사했다. Watershed의 발매와 함께 오페스는 투어를 다니기 시작했고 UK 디펜더즈 오브 페이스 투어(UK Defenders of Faith tour)에서는 아치 에너미와 함께 헤드라이너를 장식하고, Wacken Open Air에서 공연한 뒤에는 프로그레시브 네이션 투어(Progressive Nation tour)에서 드림 시어터와 함께 헤드라이너를 장식했다. Watershed는 미국 빌보드 200 차트에서 23위에 오르면서 오페스의 음반 성적 중 최상위를 달성하고 호주의 ARIA 음반 차트에서는 7위를, 핀란드의 음반 차트에서는 1위를 달성한다. 오페스는 Watershed의 월드 투어를 떠나기 시작하여 9월부터 10월까지는 하이 온 파이어, 베로네스(Baroness), 나치미스티움(Nachtmystium)과 함께 북미 투어를 다녔다. 그들은 그 해의 나머지 기간을 시닉(Cynic)과 더 오션(The Ocean)과 함께 유럽 투어를 다녔다.
2010년, 오페스는 새 트랙인 "The Throat of Winter"를 작곡하였고 비디오 게임 갓 오브 워 III에서 디지털 EP 사운드트랙으로 삽입되었다. 오케르펠트는 이 곡을 "메탈곡스럽진 않고 좀 특이하다"라고 묘사했다. 그들의 20주년이 되어 오페스는 2010년 3월 30일부터 4월 9일까지 월드 투어 Evolution XX: An Opeth Anthology를 다니며 6번의 공연을 진행하였다. 이 투어에서 음반 Blackwater Park의 전곡과 전에는 연주되지 않았던 곡들이 연주되었다. 2010년 4월 5일, 영국 런던의 로열 앨버트 홀에서의 공연이 녹화되었고 녹화본의 DVD와 라이브 음반을 담은 패키지가 In Live Concert at the Royal Albert Hall이란 이름으로 만들어졌다. 패키지는 2010년 9월 21일에 발매되었고 2-DVD와 2-DVD/3-CD 형식으로 각각 배정되어 판매되었다. DVD 녹화를 위해 공연은 두 차례로 진행되었다. 첫 번째 공연은 Blackwater Park의 음반 전곡을, 두 번째 공연은 그들의 20년이라는 역사를 대표하여 발매작의 연도 순서대로 Blackwater Park를 제외한 음반의 한 곡씩을 연주했다. 오케르펠트는, "믿기지가 않는다. 젠장할, 우리는 밴드의 20주년을 기념하고 있다. 난 밴드에 16살 때부터 있었는데, 참 대단한 일이다." 라고 소감을 표했다. 2010년 3월에 투어가 끝남과 함께 Blackwater Park의 특별판 음반이 발매되었다.

### Heritage(2011-2013)

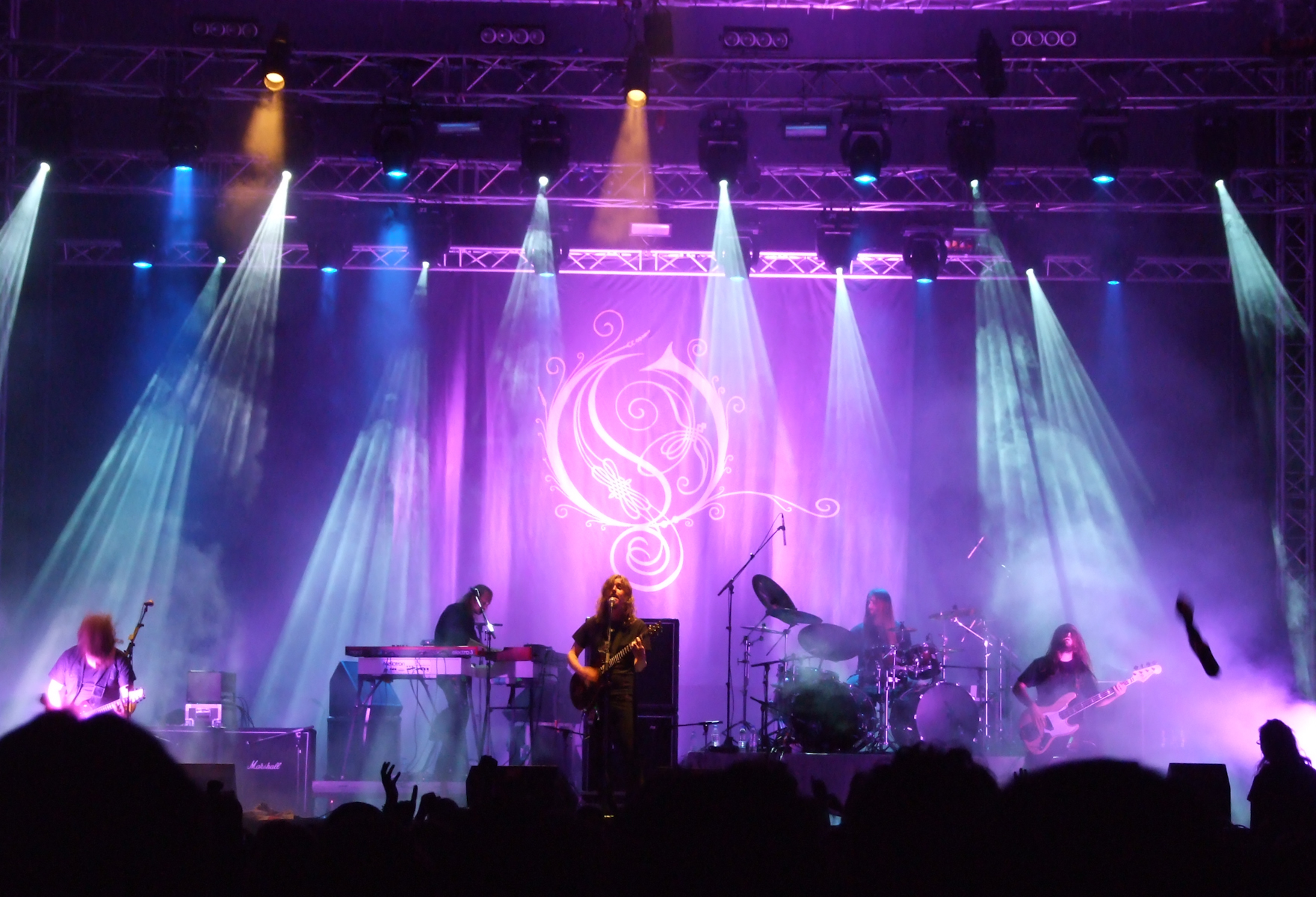
2011년 Kavarna Rock Fest에서 공연하는 오페스

2010년 9월, 오케르펠트는 오페스의 새 음반에 수록될 곡을 쓰고 있다고 발표했다. 밴드는 공식 웹사이트에 엔지니어링을 담당할 젠스 보그렌과 공동 프로듀서를 맡은 포큐파인 트리의 스티븐 윌슨과 함께 스톡홀름에 있는 아틀란티스/메트로놈 스튜디오에서 2-11년 1월 31일에 10번째 음반의 녹음 작업을 시작하겠다는 소식을 전했다.
2011년 4월, 새 음반의 믹싱 작업이 끝난 뒤, 오페스는 퍼 윌버그의 탈퇴 소식을 알렸다.. 미카엘은 언론을 통하여, "멘데스와 악세, 프레드리크와 나는 새 음반의 녹음 작업이 끝난 뒤에 퍼를 대신할 키보디스트를 찾아야겠다는 결정을 내렸다. 사실 그리 놀라운 일은 아닌게 퍼가 항상 탈퇴에 대하여 고려를 했기 때문에 그의 탈퇴는 상호 간의 합의하에 결정된 일이다. 우리 사이에 악감정은 없고 그냥 오페스에서의 인연이 끝이 난 것뿐이다." 라고 해명했다.
2011년 9월 14일, 오페스의 10번째 음반 Heritage가 발매되었고 여러 호평을 받았다. 음반은 미국에서 첫 주에만 19,000장이 팔려나갔고 빌보드 200 차트에서 19를 기록했다. 또한 스웨덴에서는 차트 4위를 기록했다.
Heritage는 오페스가 전 음반들과는 달리 그로울링과 같은 언클린 보컬을 채용하지 않고 좀 더 프로그레시브적인 요소를 가미하여 녹음되었는데 이는 Damnation 음반의 특징을 이은 오페스의 두 번째 음반이자 오케르펠트가 언젠가 꼭 한 번 작업하기 위해 고수해왔던 음반이기도 하다.
처음에 오케르펠트는 Heritage에 실리게 될 첫 2곡을 Watershed 음반의 스타일을 따라서 작곡하였다. 마르틴 멘데스는 이곡들을 한 번 듣고는 오케르펠트에게 이 음반이 이와 같은 방향성으로 작곡되는 것에 대해 원치 않다고 말했다. 마르틴이 오페스의 전 음반들과 같은 음반을 만드는 것을 꺼려하자, 오케르펠트는 이 2곡을 폐기한 뒤 곡을 다시 다른 스타일로 쓰기 시작했다. Heritage의 발매와 함께 오케르펠트는 언론을 통해 이 음반을 마치 자신이 19살 때부터 쓰기 시작한 것처럼 느꼈다고 소감을 표했다. 올뮤직의 톰 주렉은 Heritage를 밴드의 음반 중 가장 위험이 감수되어 만들어진 음반이라고 평했으며 수록곡들을 "기악곡으로 구성된 풍부한 간주와 복잡한 음정과 코드 변화, 수시로 변하는 박자, 클린 보컬을 포함하며, 멜로트론, 로즈 피아노, 해먼드 오르간을 사용하여 키보드의 영향을 증폭시켰다."
오페스는 Heritage의 투어를 시작하여 약 200일 이상의 일정을 소화해냈다. 이 투어는 음반의 오프닝 트랙을 녹음한 새 키보디스트 요아킴 스발베리와 함께 떠나는 첫 투어였다. 오페스는 카타토니아, 페인 오브 셀베이션, 마스토돈, 고스트, 아나테마와 함께 미국, 유럽, 터키, 인도, 일본, 그리스, 이스라엘, 중남미, 스웨덴과 같은 국가에서 공연하며 전세계를 무대로 투어를 다녔다. 투어는 "Melloboa 2013" 페스티벌을 끝으로 막을 내렸다.

### Pale Communion(2014-2015)
2014년 8월 26일, 오페스는 11번째 음반 Pale Communion을 발매하였다. 오케르펠트는 2012년 8월부터 음반의 수록곡을 쓰기 시작했다고 한다. 2014년 1월에 그는 "우리는 퀸이 보헤미안 랩소디를 녹음했던 록필드 스튜디오에서 다음 음반을 녹음할 지 고민 중이다. 매우 가치 있는 음반이 될 것이며 우리가 전에는 하지 않았던 많은 작업들을 해야 하며 기타줄도 여러 번 갈아야 한다." 오페스는 그들의 새로운 음악성이 팬층의 분열을 야기할 수도 있는 위험성을 두려워함에도 불구하고, 새 음반이 Heritage보다 더 헤비한지 아니면 더 부드러운지에 대한 질문에 대해 오케르펠트는, "데스 메탈까진 아니겠지만 하드 록이나 헤비 메탈 정도로 헤비할 것이다. 여러 프로그레시브적인 요소들과 어쿠스틱 기타 연주들이 가미될 것이나 사악한 기타 리프 또한 더욱 추가될 것이다." 라고 답했다. 오케르펠트는 또한 스톰 코로전에서 활동할 때 관심을 보였던 여러 현악기들의 사용 또한 이 음반에 들어갈 것이라고 예고했다. Heritage를 작업할 때 더욱 사이가 돈독해진 오페스의 구성원들은  더욱 활기를 갖고 녹음 작업에 임했다고 한다.
가디언은 Pale Communion에 대하여 오케르펠트의 제멋대로인 보컬 스타일에 대해서는 지적을 했으나 결과적으로는 "이상하면서도 복잡한 프로그레시브 메탈 음반 계의 걸작"이라고 호평했다. 음반은 미국 차트 19위, 스웨덴 차트 3위, 영국 차트 14위를 기록하면서 오페스 음반 역사상 가장 높은 순위를 기록했다.
오페스는 Pale Communion의 투어를 다니기 시작했다. 2015년, 오페스는 밴드의 25주년을 기념하여 여러 공연을 진행 하였다. 이 공연에서 밴드는 두 부분으로 나누어 공연하였다. 첫 번째엔 2005년 발매작 Ghost Reveries의 10주년을 맞아 음반의 전곡을 연주했고 두 번째엔 밴드의 25주년을 기념하며 다른 음반들의 수록곡들을 연주하였다. 오케르펠트는 공연 중에 굉장히 즐거워하는 모습을 보였다.

### Sorceress,In Cauda Venenum(2016-현재)
2016년 6월 15일, 뉴클리어 블래스트가 오페스와의 계약 사실을 알렸다. 사흘 뒤인 6월 18일, 오페스는 새 음반 Sorceress의 30초 분량의 티저 영상을 공개했다. 한 달 뒤인 6월 18일에 오페스는 음반의 아트워크와 트랙 리스트를 공개하면서 음반 발매일이 9월 30일이라고 발표했다. 오케르펠트는 이 음반에 대해, "잘 만들어진 음반이다. 현재까지 만든 음반 중에서 가장 좋아하는 음반이다. 그게 당연한 것 아닌가? 음반은 고전성과 신선성, 진보성과 보수성, 헤비함과 조용함을 동시에 가졌다. 우리가 좋아하는 방식대로 말이다." 음반은 오페스와 뉴클리어 블래스트가 함께 만든 합작 레코드사인 모더볼라제(Moderbolaget) 레코드를 통하게 된 첫 작품이었다. 모더볼라제는 스웨덴어로 "모회사"라는 뜻이다.
2016년 6월 25일, 음반의 발매를 앞두고 밴드는 그들의 공식 유튜브 채널에 음반 제작 과정 영상을 게시했다. 투어 중간의 비하인드 영상에서 오페스가 Pale Communion을 녹음했던 록필드 스튜디오에서 다시 작업을 했다는 사실이 밝혀졌다. 영상의 끝에서 다운튜닝이 강하게 걸린 기타 소리의 20초 분량의 트랙이 재생되는데 이는 새 음반의 수록곡 중 하나로 추정된다. 2016년 8월 1일, 밴드는 유튜브 채널에 타이틀 트랙 "Sorceress"의 가사 영상을 공개했다. 2016년 9월 4일에는 유튜브 채널과 공식 웹사이트에 두 번째 싱글곡 "Will O The Wisp"의 가사 영상을 공개했다. 오페스의 영상 "Era"는 2017년 프로그레시브 뮤직 어워드에서 "올해의 영상" 부문에서 노미네이트되었으며 밴드는 "올해의 세계적 밴드" 부문에서 수상하였다.
2017년 10월 2일, 오케르펠트는 12번째 음반을 좀 더 "뒤틀린" 곡들로 구성하겠다고 생각 중이며 음반은 2019년 중반에 나올 예정이라고 했다. 2017년 11월 20일, 기타리스트 프레드리크 오케손은 밴드가 2018년 여름 페스티벌이 열리기 전까지는 몇 달동안 공연을 잠시 쉰다고 했다. 이 휴식기 동안 밴드는 새 음반에 수록된 곡을 쓰는 것에 전념할 것이라고도 전했다.

## 음악성과 영향
오페스의 보컬/기타리스트인 미카엘 오케르펠트는 밴드 작사/작곡을 도맡아 하며 오페스의 음악의 방향성을 주도한다. 그는 어린 나이에 킹 크림슨, 예스, 제네시스, 카멜 등의 1970년대 프로그레시브 록 밴드와 아이언 메이든, 슬레이어, 데스, 블랙 사바스, 딥 퍼플, 켈틱 프로스트, 킹 다이아몬드, 모비드 엔젤, 보이보드 등의 메탈 밴드들로부터 음악적 영향을 받았는데 특히 주다스 프리스트의 영향을 제일 크게 받았다. 그는 주다스 프리스트의 1976년 발매작 Sad Wings of Destiny가 최고의 메탈 음반이라고 평가하고 주다스 프리스트의 곡만 들었던 때가 있다고 고백했다. 그는 오페스의 공연을 시작하기 전에 목을 고르기 위해 주다스 프리스트의 세 번째 음반인 Sin After Sin의 수록곡 "Here Come the Tears"를 주로 부른다. 주다스 프리스트를 듣다가 그는 프로그레시브 록과 포크 음악에 심취하게 되었고 이는 훗날 밴드의 음악에 깊은 영향을 미치게 된다.

오페스는 데스 메탈과 프로그레시브 록을 섞어서 그들만의 특이한 음악성을 들려준다. 올뮤직의 스티브 휴이는 오페스의 음악을, "서사적이며 프로그레시브적인 데스 메탈" 이라고 묘사했다. 블래버마우스의 라이언 오글은 "오페스의 음악성인 프로그레시브 데스 메탈은 포크, 펑크, 블루스, 70년대 록, 고스, 그 외의 다른 특이한 음악들의 첨가를 통해 다른 밴드들과 구별되는 독자성을 가진다" 라고 평했다. 올뮤직의 에두아르도 리바다비아 또한 오페스의 2001년 발매작 Blackwater Park에 대하여 평할 때 오페스의 특별한 음악성에 대하여 언급했다. 오케르펠트는 오페스의 음악적 다양성에 대하여 이렇게 설명했다.
밴드 내에서 당신이 할 수 있는 일들이 넘치도록 많음에도 불구하고 오직 한 방향으로만 가는 것은 의미가 없다고 생각한다. 우리에게 오직 데스 메탈만을 연주하라고 요구하는 것은 불가능하다. 그것이 우리 음악의 근본은 맞지만 우리는 최대한 많은 음악의 요소를 섞으려 노력하며, 음악에 있어서 순수주의자들이 아니다. 솔직히 밴드에 있으면서 오직 메탈만 연주한다면 지루할 것 같다. 우리는 음악에 대한 실험적 시도에 대하여 두려워하지 않는다. 그것이 우리가 계속 음악을 하는 이유이다.
최근에 그들은 데스 메탈의 사운드를 배제하고 좀 더 감미로운 프로그레시브 록을 하기 시작했다. 기타리스트 프레드리크 오케손은 Heritage 음반에 대하여 이렇게 말했다.
처음에 나는 스크리밍 보컬이나 그런 메탈 음악의 요소가 없는 새로운 스타일의 음악에 적응하는데 시간이 좀 걸렸다. 그러나 이 음반이 우리에게 꼭 필요하다고 생각한다. 아마도 우리가 Heritage를 만들지 않았다면 밴드를 계속 이어나가지 못했을 것이다. 오페스의 오랜 팬들 또한 이 음반을 이해할 것이다. 언제나 그랬듯이, 이 음반을 싫어하는 사람들이 있을 것이지만 어느 누구에게나 사랑받는다는 것은 불가능한 일이다. 우리는 과거를 답습하는 것을 하지 않으려 계속 노력해왔다. 많은 사람들이 Heritage 음반이 메탈이 아니라고 생각하지만 나는 사람들이 전혀 예상하지 못한 새로운 형태의 메탈이라고 생각한다. 그렇다고 해서 우리가 과거의 오페스의 사운드를 수용하지 않는다는 것은 아니다.
오케르펠트의 보컬은 곡의 강한 부분에는 전통적인 데스 메탈 보컬을, 좀 더 부드러운 부분에는 속삭이거나 부드러운 클린 보컬을 사용한다. 초기 발매작에는 그로울링 보컬의 사용률이 지배적이었으나, 이후의 발매작들인 Damnation, Heritage, Pale Communion에는 클린 보컬의 사용률이 늘었고 최근작인 Sorceress에는 클린 보컬만 사용된 것을 알 수 있다. "오케르펠트의 보컬은 곡의 흐름을 따라서 창자를 뒤엎는 듯한 울부짖음과 소름이 돋는 아름다운 멜로디를 사용한다."

## 구성원

### 현재 구성원
- 미카엘 오케르펠트 - 기타 (1989-현재), 리드 보컬 (1992-현재)
- 마르틴 멘데스 - 베이스 기타 (1997-현재)
- 마르틴 "악세" 악센로트 - 드럼, 퍼커션 (2006-현재; 2005-2006 투어)
- 프레드리크 오케손 - 기타, 백보컬 (2007-현재)
- 요아킴 스발베리 - 키보드, 신시사이저, 피아노, 멜로트론, 백보컬 (2011-현재)

## 디스코그래피
- Orchid (1995)
- Morningrise (1996)
- My Arms, Your Hearse (1998)
- Still Life (1999)
- Blackwater Park (2001)
- Deliverance (2002)
- Damnation (2003)
- Ghost Reveries (2005)
- Watershed (2008)
- Heritage (2011)
- Pale Communion (2014)
- Sorceress (2016)
- In Cauda Venenum (2019)
- The Last Will and Testament (2024)